# Skyttel
Skyttel eller skottspole är det redskap som används för att skyttla (föra) inslaget fram och åter i varpens öppnade skäl vid vävning. I skytteln placeras det garn som spolats upp på en spole, (på färdiga spolrör eller på en pappersbit som rullas), företrädesvis med hjälp av en spolmaskin.
Det finns skyttlar av olika storlek beroende på hur bred väven är. 
En dubbelskyttel kan ha två spolar monterade samtidigt i samma skyttel och används när man ska väva med dubbelspolat garn. Annars får man spola upp med två trådar samtidigt som alternativ. I damast och upphämta är skälet ofta ganska litet och då lämpar sig en skyttel som har lägre höjd.
Inslaget löper ut genom ett hål på mitten av skyttelns långsida. För att skona såväl tråd som skyttel från slitage, och för att tråden ska löpa ut med minsta möjliga bromsande friktion, kan hålet, skyttelögat, på mera påkostade skyttlar vara omgärdat av en ring av glaserat porslin eller glas. (Jämför snörskoning i skor, presenningar och dylikt, även öljett).
Vid vävning av till exempel trasmattor är det inte aktuellt att använda den vanliga skytteln, som slungas genom skälet, utan då används en mattskyttel, där trasorna eller inslagsgarnet lindas upp på längden av en lång träribba med urgröpningar i kortändarna. Mattskytteln slungas inte genom skälet, utan sticks igenom mera behärskat. Samma sorts skyttel används för alla slags breda vävar, oavsett om det gäller mattor, plädar eller gardiner, där inslaget är grovt.
Termen skottspole kan även användas i bildlig betydelse: "Att fara som en skottspole" - att åka fram och tillbaka. Ordet skyttel används i samma betydelse i orden skytteltrafik och rymdskyttel.
|  |  |  |